# Marion Dix Sullivan
Pour les articles homonymes, voir Sullivan.
Marion Dix Sullivan, née en 1802 à Boscawen et morte en 1860, est une compositrice et parolière américaine.

## Biographie
Marion Dix Sullivan est née à Boscawen, au New Hampshire, fille de Timothy Dix et d'Abigail Wilkins. Sa mère était la sœur du général John Adams Dix. Elle se maria en 1825 avec John Whiting Sullivan, ils eurent un fils, John Henry, qui mourut noyé en 1858.
Peu d'éléments de sa vie sont connus, mais elle est considérée comme la première femme aux États-Unis à avoir composé une chanson à succès, The Blue Juniata, chanson dont parla Mark Twain dans son autobiographie. La chanson fut enregistrée en 1937 par Roy Rogers et les Sons of the Pioneers (en).

## Œuvres

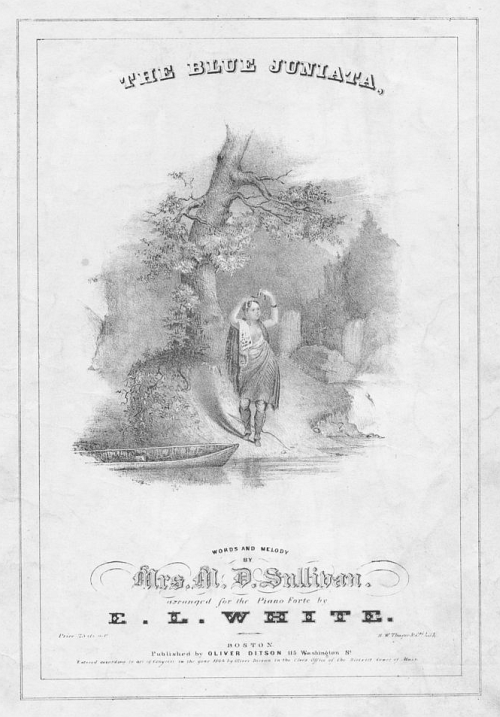
Couverture de The Blue Juniata (1844)

Marion Dix composa des ballades et des chants sacrés.
- The Blue Juniata (1844)
- Marion Day (1844)
- Jessee Cook, the Lily of the Wood (1844)
- Oh! Boatman, Row Me O'er the Stream (1846)
- Cold Blew the Night Wing : The Wanderer (1846)
- The Cold Has Bound the Joyous Stream (1846)
- The Evening Bugle (1847)
- The Field of Monterey (1848)
- Mary Lindsey (1848)
- The Strawberry Girl (1850)
- We Cross the Prairies of Old (1854)
- The Kansas Home (1854)
- Juniata Ballads, compilation (1855)
- Bible Songs, compilation (1856)
- Bright Alfarata (1871 ?)
- Lightly On
- Evening Hymn to the Savior
- The Flowers that Bloom in the Spring